# Nokia C2-03
Nokia C2-03 este un telefon mobil dual sim produs de Nokia. C2-03 este construit din material plastic, dar partea din spate are capacul de metal pentru a-l proteja de deteriorare. Marginile telefonului sunt toate rotunjite pentru a fi mai confortabil. Sub ecran sunt tastele de respingere / răspundere apel dacă glisăm telefonul apare tastatura.
Rocker-ul volum și butonul de blocare sunt pe partea dreaptă. Mufa audio de 3,5 mm, slotul micro USB și mufa de încărcare de 2 mm sunt pe partea de sus. C2-03 are suport dual-SIM și beneficiază de funcția Easy Swap ce înseamnă că se poate schimba cartela SIM prin intermediul unui slot poziționat pe una dintre părțile laterale ale telefonului fără să repornesti aparatul. Telefonul poate memora setările individuale pentru un număr maxim de cinci cartele SIM.
Camera este de 2 megapixeli pe spate a telefonului,dar nu are nici bliț nici autofocus. Video-urile sunt realizate la rezoluția de 176 x 144 pixeli cu 15 de cadre pe secundă.
Dispozitivele sunt comercializate pe piațele din India, China, Asia de Sud-Est, Eurasia, Orientul Mijlociu și Africa.
Oferă un pachet de hărți preinstalate în memoria telefonului - Nokia Maps for Series 40, motiv pentru care scade taxele pentru traficul de date în cazul în care hărțile ar fi fost accesate prin intermediul unei conexiuni de Internet.